# Carlo D'Ambrosi
Carlo D'Ambrosi (Buje, 23. ožujka 1898. – Trst, 30. travnja 1992.), geolog i ljekarnik

## Životopis
Rodio se u Bujama. U Padovi diplomirao prirodne znanosti 1924. radom o geologiji. Dvije godine poslije diplomirao je i farmaciju. U Novigradu je bio ljekarnik od 1931. do 1951. godine. Ljekarničkim poslom nastavio se baviti u Trstu. Od 1956. je na tršćanskom sveučilištu gdje predaje geologiju do 1965. godine.
Objavio je dva lista geološke karte Triju Venecija. Djela je pisao na tlijanskom. Pisao je o problemima ležišta boksita i kremenoga pijeska, o krškoj hidrologiji i hidrografiji s naglaskom na tršćansku okolicu, te o pitanju podizanja morske razine. U radu Recenti misure mareografiche confermerebbero il persistere di tendenze epirogeniche in Istria (1958.) je tvrdio da je tijekom prošlih dvaju tisućljeća morska razina u sjeverozapadnoj Istri porasla 2 do 3 metra.